# ゲティ家
ゲティ家（Getty family）は、アメリカ合衆国を発祥とする実業家の家系である。20世紀に石油産業で財を成した。
実業家としての家系は、ジョージ・ゲティとその息子のジャン・ポール・ゲティを祖とする。ゲティ家の祖先はアイルランドのロンドンデリー県カラヴモアからアメリカに移住した。ジョン・ポール・ゲティ・ジュニアを始めとして、一族の一部はイギリスの国籍を有する。
ジョージ・ゲティは元は法律家で、1904年に石油業者として独立した。妻との間に一男一女をもうけたが、娘は幼少期に腸チフスで死亡した。1916年、息子のジャン・ポール・ゲティとともに、後のゲティ・オイルを創業した。

## 一族
ゲティ家の一族を以下に示す。
- ジョージ・ゲティ (George Getty, 1855–1930) - アメリカの法律家。サラ・キャサリン・マクファーソン・リッシャー(Sarah Catherine McPherson Risher, 1853–1941)と結婚した。
  - ジャン・ポール・ゲティ (Jean Paul Getty, 1892–1976) - ゲティ・オイル創業者。5回結婚し、5男を設けた。

1. ジョージ・ゲティ2世 (George Getty II, 1924–1973) - 最初の妻Jeanette Demont(1904–1986)との間の息子。
Gloria Gordonと1951年に結婚し1967に離婚した。Jacqueline (Manewal) Riordanと1971年に結婚し、3女をもうけた。
2番目の妻Allene Gladys Ashby (1909–1970)との間には子供はいない。
2. ジャン・ロナルド・ゲティ (Jean Ronald Getty, 1929–2009) - 3番目の妻Adolphine Helmle(1910–2009)との間の息子。Karin Seiblと1964年に結婚した。
- クリストファー・ゲティ (Christopher Getty, 1965 - )  - ピア・ミラー (Pia Miller)と1992年に結婚し、4人の子供をもうけた。

- イザベル・ゲティ (Isabel Getty, 1993 - ) - アメリカの歌手

3. ジョン・ポール・ゲティ・ジュニア (John Paul Getty, Jr., 1932–2003) - 4番目の妻アン・ローク (Ann Rork, 1908–1988) との間の息子。Abigail Harrisと1956年に結婚し1964年に離婚、タリサ・ポル (Talitha Pol) と1966年に結婚し1971年に死別、ヴィクトリア・ホールズワースと1994年に結婚した。
- ジョン・ポール・ゲティ3世 (John Paul Getty III, 1956–2011) - Abigail Harrisとの間の息子。ジゼラ・マルティン・ツァハー(Gisela Martine Zacher)と1974年に結婚した。

- アンナ・ゲティ (Anna Getty, 1972 - ) - Gisela Zacherと前夫との間の娘で、ジョン3世の養子。
- バルサザール・ゲティ (Balthazar Getty, 1975 - ) - アメリカの俳優。ジゼラとの間の息子。Rosetta Millingtonと2000年に結婚し、4人の子供をもうけた。
  - Cassius Getty (2000 - )
  - Grace Getty (2001 - )
  - Violet Getty (2003 - )
  - June Getty (2007 - )

- アイリーン・ゲティ (Aileen Getty, 1959 - ) - Abigail Harrisとの間の娘。Christopher Wilding（エリザベス・テイラーとマイケル・ワイルディングの息子）、後にBartolomeo Ruspoli（第9代チェルヴェーテリ公爵アレッサンドロ・“ダド”・ルスポリと女優デブラ・バーガーの息子）と結婚し、2人の子供がいる。
- マーク・ゲティ (Mark Getty, 1960 - ) - ゲッティイメージズ創業者。Abigail Harrisとの間の息子。ドミティッラ・ハーディングスと1982年に結婚し、3人の子供をもうけたが、2011年に離婚した。

- Alexander Parsifal Getty - Tatum Yountと2012年に結婚した。
- Joseph Anselm Getty - サビーン・ガーネム (Sabine Ghanem)と2015年に結婚し、2人の子供がいる。

- アリアドネ・ゲティ (Ariadne Getty, 1962 - ) - Abigail Harrisとの間の娘。Justin Williamsと結婚した。

- ナッツ・ゲティ (Nats Getty, 1992 - ) - ジジ・ゴージャス(Gigi Gorgeous)と2019年に結婚した。
- オーガスト・ウィリアムズ (August Williams, 1994 - ) - 服飾デザイナー

- Tara Gabriel Galaxy Gramophone Getty (1968 - ) - タリサ・ポル (Talitha Pol) との間の息子。Jessica Kellyと結婚し、3人の子供をもうけた。

4. ゴードン・ゲティ (Gordon Getty, 1933 - ) - 4番目の妻アン・ローク (Ann Rork) との間の息子。アン・ギルバート(Ann Gilbert)と1964年に結婚し2020年に死別した。アンとの間に4人の子供をもうけたほか、シンシア・ベックとの間に3人の子供がいる。
- Gordon Peter Getty, Jr. (1965 - ) - Shannon Bavaroと2016年に結婚した。
- William Paul Getty (1970 - ) - ヴァネッサ・ジャーマン(Vanessa Jarman)と1999年に結婚した。
- アンドリュー・ゲティ (Andrew Getty, 1967–2015)
- John Gilbert Getty (1968–2020)

- Ivy Love Getty (1994 - ) - Alyssa Boothbyとの間の娘。Tobias Engelと2021年に結婚した。

5. ティモシー・ゲティ (Timothy Getty, 1946–1958) - 5番目の妻Louise Dudley Lynch(1913–2017)との間の息子。